# 労働災害

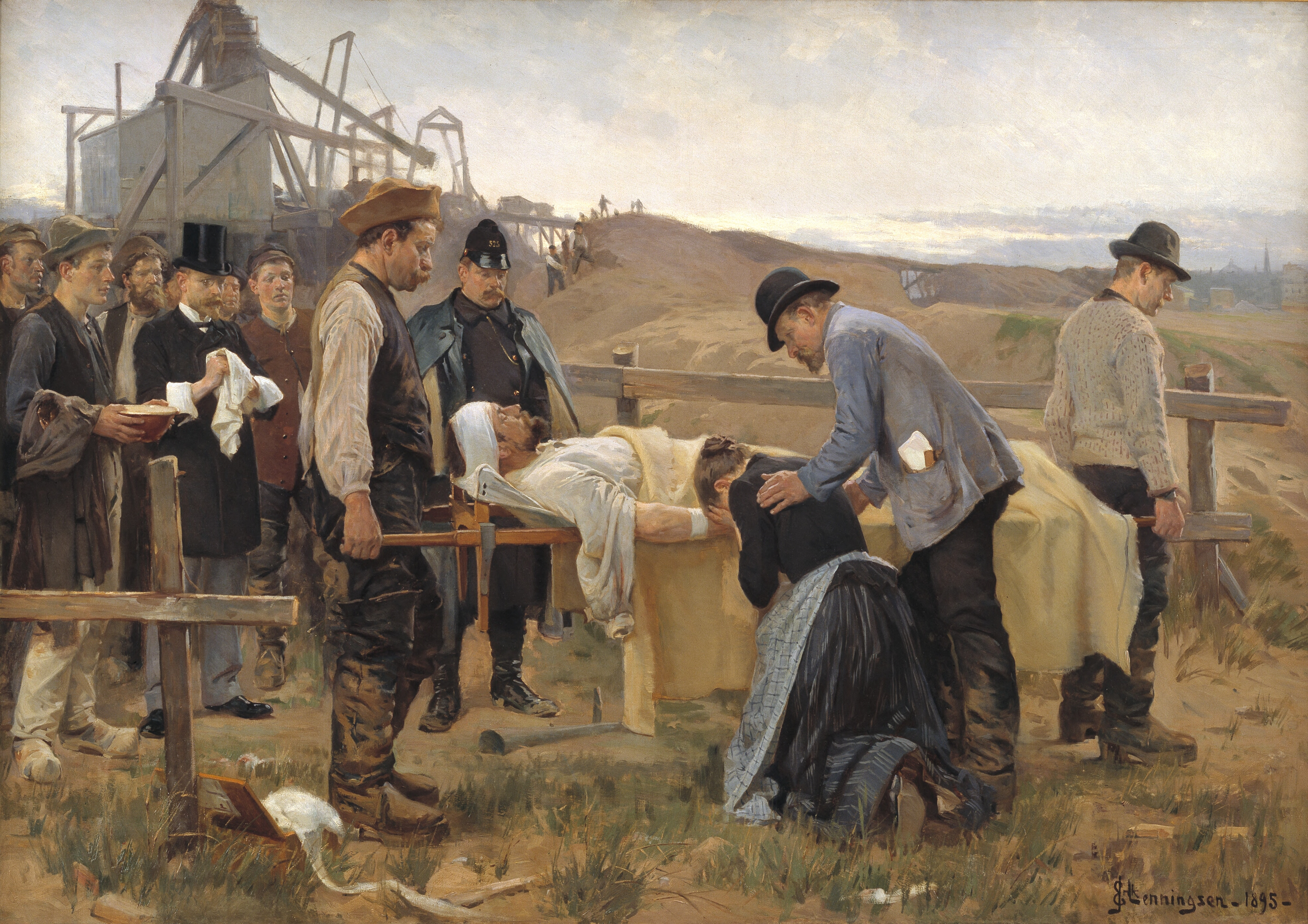
負傷した労働者（Erik Henningsen作）

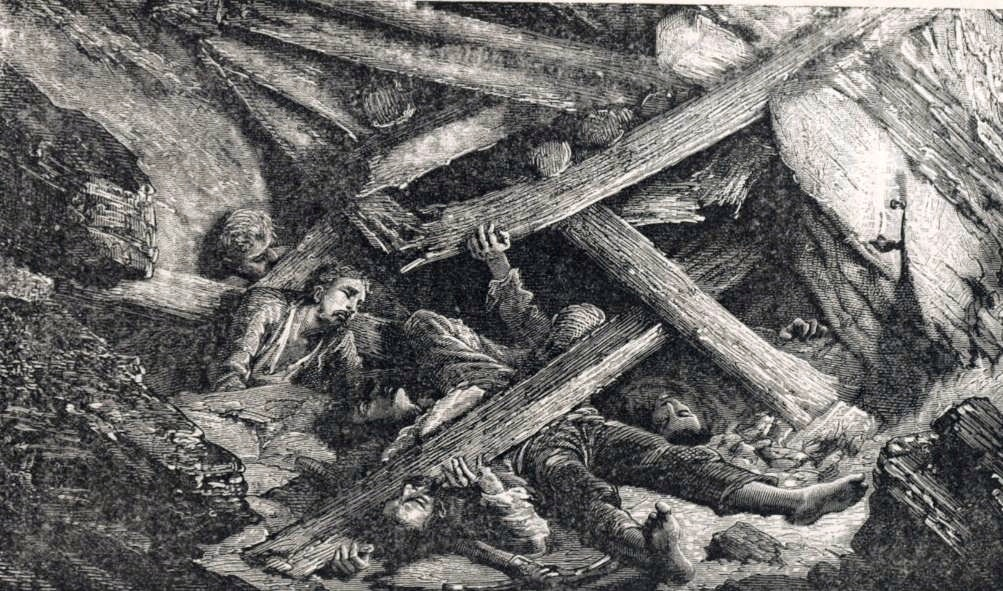
鉱山事故

労働災害（ろうどうさいがい、英: work accidentあるいはworkplace accidentなど）とは、労働者が、業務に起因して被る災害。労働者が、労働に関連する場（状況）で、事故にあったり疾病にかかったりすること。日本での略称は労災（ろうさい）で、労働者災害補償保険は労災保険と呼ばれる。

## 日本における労働災害
日本で労働災害に関連する法規としてはまず労働安全衛生法が挙げられる。
同法での労働災害の定義としては、労働者（労働基準法第9条でいう「労働者」）の就業に係る建設物、設備、原材料、ガス、蒸気、粉塵等により、又は作業行動その他業務に起因して、労働者が負傷し、疾病にかかり、又は死亡することをいう（労働安全衛生法第2条1号）としている。広義には、業務中のみならず、通勤中の災害も含む。
以下、特段指定しない限り、「労働災害」は広義の労働災害（労働者災害補償保険法（労災保険法）が対象とする業務災害と通勤災害）、「補償」は労災保険法上の補償について述べる。
- 労災保険制度の全体像については、「労働者災害補償保険」を参照。
- 労災保険法の適用がない公務員の労働災害については「公務災害」、補償制度については「国家公務員災害補償法」及び「地方公務員災害補償法」を参照。

### 労災の発生数、統計
労働災害の数。統計
2018年に届け出が行われた労働災害の数は、以下のような数になっている。（あくまで届出が行われて、厚生労働省が把握できた数にすぎない。届出を行わない悪質な事業所も多数あるので実数はそれより膨らむ）
- 死亡者数 909人、休業4日以上の死傷者数 127,329人
- 死亡者の業種別発生状況
  - 製造業183人
  - 建設業309人
  - 林業31人
  - 陸上貨物運送事業102人
  - 第三次産業243人
- 死亡者の事故の型別発生状況
  - 墜落・転落256人
  - 交通事故（道路）175人
  - はさまれ・巻き込まれ113人

- 3休業4日以上の死傷災害の発生状況
- 業種別発生状況
  - 製造業27,842人
  - 建設業15,374人
  - 陸上貨物運送事業15,818人
  - 第三次産業60,053人
- 3休業4日以上の死傷災害の事故の型別発生状況
  - 転倒 31,833人
  - 墜落・転落21,221人
  - 動作の反動･無理な動作16,958人

### 業務災害の防止責任
業務災害の防止措置は、労働安全衛生法、塵肺法、作業環境測定法などのほか、一部の危険有害業務の就業禁止や就業時間制限は労働基準法に基づく年少者労働基準規則や女性労働基準規則に規定されている。また労働基準法の一般的な労働時間法制も、脳・心臓疾患や過労死を防止するための枠組みとしての役割を果たしている。これら法令に違反や著しい逸脱がある場合、業務災害発生の有無にかかわらず、労働基準監督署等から指導を受けるのは勿論、法令違反があれば送検され刑事責任を問われることもある。

### 業務災害発生時の責任
業務災害が発生すると、当該事業主は労働者に対して、療養費用や休業中の賃金等に関する補償責任を負うことになる（労働基準法第75条～80条）。しかしながら、労働基準法に定める補償責任のみでは、事業主に支払い能力がなければ被災労働者は実質的な補償を行われないおそれがある。そこで原則として労働者を使用する全事業場を労働者災害補償保険（労災保険）の適用事業として、被災労働者には労災保険による給付を行い、事業主は労働基準法上の補償責任を免れる（労働基準法第84条）。
労災として認定されると、健康保険・船員保険等での給付はなされない。従来、請負業務、インターンシップまたはシルバー人材センターの会員等で、健康保険等と労災保険のどちらの給付も受けられないケースがあったことから、2013年に健康保険法等が改正され、労災保険の給付が受けられない場合は原則として健康保険等で給付を行うことが徹底されることとなった。
- 労災保険上の保険給付について、その内容や要件は、労働者災害補償保険#保険給付を参照。

また、労働基準法上の補償責任とは別に、業務災害について不法行為・債務不履行（安全配慮義務違反）などを理由として被災労働者や遺族から事業主に対し民事上の損害賠償請求がなされることもある。事業主の安全配慮義務は、従前、民法の規定を根拠に判例として確立されていたところ、2008年施行の労働契約法で明文化された。さらに、事業主に限らず労働災害を発生させたとみなされる者は、警察による捜査を経て送検され、刑法上の業務上過失致死傷罪等に問われることがある。

### 業務災害の定義
労働者の業務上の負傷、疾病、障害又は死亡を業務災害という（労働者災害補償保険法第7条1項1号）。「業務災害」として認定されるためには、業務に内在する危険有害性が現実化したと認められること（業務起因性）が必要で、その前提として、労働者が使用者の支配下にある状態（業務遂行性）にあると認められなければならない。業務遂行性が認められる場合は、おもに以下のとおりである。
- 作業中（事業主の私用を手伝う場合を含む）
- 生理的行為（用便、飲水等）による作業中断中
- 作業に関連・附随する行為、作業の準備・後始末・待機中
事業場施設内における業務に就くための出勤又は業務を終えた後の退勤で「業務」と接続するものは、業務行為そのものではないが、業務に通常付随する準備後始末行為と認められている。したがって、その行為中の災害については、労働者の積極的な私的行為又は恣意行為によるものと認められず、加えて通常発生しうるような災害である場合は、業務災害とされる（昭和50年12月25日基収第1724号）。
- 緊急事態・火災等に際しての緊急行為中
事業主の命令がある場合は、業務に従事している・いないを問わず、緊急行為を行ったときは私的行為ではなく業務として取り扱う。
事業主の命令がない場合、業務に従事している場合に緊急行為を行ったときは、同僚労働者の救護、事業場施設の防護等当該業務に従事している労働者として行うべきものについては、私的行為ではなく業務として取り扱う。また以下の全ての要件を満たす場合には、当該業務に従事している労働者として行うべきものか否かにかかわらず、私的行為ではなく業務として取り扱う。
  - 労働者が緊急行為を行った（行おうとした）際に発生した災害が、労働者が使用されている事業の業務に従事している際に被災する蓋然性が高い災害（例えば運送事業の場合の交通事故等）に当たること。
  - 当該災害に係る救出行為等の緊急行為を行うことが、業界団体等の行う講習の内容等から、職務上要請されていることが明らかであること。
  - 緊急行為を行うものが付近に存在していないこと、災害が重篤であり、人命に関わりかねない一刻を争うものであったこと、被災者から救助を求められたこと等緊急行為が必要とされると認められる状況であったこと。

事業主の命令がない場合、業務に従事していない場合に緊急行為を行ったときは、業務に従事していない労働者が、使用されている事業の事業場又は作業場等において災害が生じている際に、業務に従事している同僚労働者とともに、労働契約の本旨に当たる作業を開始した場合には、特段の命令がないときであっても、当該作業は業務にあたると推定する（平成21年7月23日基発072314号）。
- 事業施設内での休憩中
休憩時間の災害については、それが事業場施設（又はその管理）の状況（欠陥等）に起因することが証明されない限り、一般には業務起因性が認められない。
- 出張中（住居と出張先の往復を含む）
出張中は、その用務の成否や遂行方法などについて包括的に事業主が責任を負っている以上、特別な事情がない限り、出張過程の全般について業務行為とみるのが実際的である。したがって、直接出張地へ赴くために自宅から通常通勤の最寄り駅まで移動する行為であっても、通勤災害ではなく業務災害となる（昭和34年7月15日基収第2980号）。
- 通勤途上や競技会等への参加中であっても、業務の性質が認められるとき
事業主が専用の交通機関を労働者の通勤の用に供している場合、その利用に起因する災害は通勤災害ではなく業務災害となる。
緊急用務のために勤務先から突然呼び出された場合は、自宅を出て職場に向かう途中も含めて全て業務遂行中とみなされる（昭和24年1月19日基収第3375号）。
派遣労働者について、派遣元事業場と派遣先事業場との往復の行為については、それが派遣元事業主又は派遣先事業主の業務命令によるものであれば、一般に業務遂行性が認められる（昭和61年6月30日基発383号）。

業務上の疾病については、厚生労働省令（労働基準法施行規則別表第1の2）第1号~第10号に例示列挙され、これらに該当した場合には特段の反証がない限りその疾病は業務に起因するものとして取り扱われる。また、同表第11号で「その他業務に起因することの明らかな疾病」と包括規定され、業務との間に相当因果関係があると認められる疾病について、個別に業務起因性を認めることとされていて、これにより、請求人による相当因果関係の充分な立証がなされることにより、業務災害による療養中の業務外傷病（昭和42年1月24日基収第1808号）や、過労死・自殺もその要因が、使用者の支配下によるものと認められた場合、業務災害として認定されうる。
- 特に残業時間と発病の関連性は認定基準として数字で明記され、労働時間の長さが重視されている。
  - 脳・心臓疾患については、発症前1ヶ月に100時間を超える時間外労働、あるいは発症前2~6ヶ月間に月80時間を超える時間外労働があると、手待ち時間が多いなど労働密度が特に低い場合を除き、その業務と発症の関連性が強いと判断される（平成22年5月7日基発0507第3号）。
  - うつ病などの精神障害については、発病日から起算した直前の1ヶ月間におおむね160時間超える時間外労働を行った場合、またはこれに満たない期間にこれと同程度の時間外労働を行った場合には、手待ち時間が多いなど労働密度が特に低い場合を除き、当該極度の長時間労働に従事したことのみで心理的負荷の総合評価を「強」とする（業務による強い心理的負荷が認められる）。発症前2ヶ月間に月120時間以上の時間外労働を行った場合、その業務内容が通常その程度の労働時間を要するものであった場合等には、心理的負荷の総合評価を「強」とする。また心理的負荷の総合評価を「中」程度と判断される出来事の後に、発症前6ヶ月間に月100時間以上の時間外労働があると、心理的負荷の総合評価を「強」とする（平成23年12月26日基発1226第1号）。
  - 上記の水準には至らないがこれに近い時間外労働に加え労働時間以外の負荷要因（拘束時間が長い業務、出張の多い業務、勤務間インターバルが短い業務、身体的負荷を伴う業務等）が認められる場合にはこれらを総合評価して労災認定を行う（令和3年9月14日基発第0914第1号）。
  - なお数字は目安であり、数字がわずかに基準に届かない場合であっても業務災害が認定されることはありうる。さらに数字が基準に届かないがために労働基準監督署で不認定となっても、裁判所が諸般の事情を考慮して認定するケースが相次いでいる。

いっぽう、労働者の積極的な私的・恣意的行為によって発生した事故の場合や、業務による危険性と認められないほどの特殊的・例外的要因により発生した事故の場合は、業務起因性が認められず、業務災害として認定されない。例えば、業務として強制されない（使用者の支配下にない）社外での懇親会（忘年会、花見など）等は業務災害に含まれず、また懇親会場への行き帰りの際の事故等について、いかなる場合も通勤災害とはならない。また、一般には第三者の犯罪行為は除かれるが、第三者の犯罪行為であっても、業務または通勤に内在する危険が現実化したと評価される場合は対象となる。例えば、警備中の警備員が暴漢に殴られた場合などは対象となる。個人的私怨により、偶然職場や通勤途中で知人から殺されたような場合は業務に起因するものとはいえず対象外とされている。また戦争、内乱なども同様である。
特別加入者（海外派遣者を除く）の場合は、業務等の範囲を確定させることが通常困難であることから、厚生労働省労働基準局長が定める基準によって認定を行う。具体的には、以下のような場合には業務遂行性は認められない。
- 事業主本来の業務を行う場合（株主総会や役員会への出席、銀行等に融資を受けるために赴く場合等）
- 建設業の一人親方が自宅の補修を行う場合
- 個人タクシー営業者が家族を一定場所まで送る場合

### 通勤災害の定義
労働者の通勤による負傷、疾病、障害又は死亡を通勤災害という（労働者災害補償保険法第7条1項2号）。通勤災害は、直接には使用者に補償責任はないが、勤務との関連が強いという判断の元、昭和48年の法改正により労災保険の適用が認められた。
「通勤」とは、労働者が就業に関し以下に掲げる移動を合理的な経路及び方法により、往復することをいい、業務の性質を有するものを除く。
1. 住居と就業場所との往復
「住居」として、労働者が居住して日常生活の用に供している場所と認められれば、単身赴任先の住居が認められ、さらに反復性や継続性（おおむね月1回以上の往復行為又は移動がある場合。以下同じ）が認められれば単身赴任先と帰省先の双方が住居として認められうる。また、長時間残業・新規赴任・転勤等の勤務上の事情や、交通事情、自然現象等の不可抗力的な事情により一時的に通常の住所以外の場所に宿泊するような場合には、やむをえない事情で就業のために一時的に住居を移していると認められるので（昭和48年11月22日基発第644号）、ホテルや病院、親族宅も住居として認められうる。逆に例えば、友人宅で麻雀をし、翌朝そこから直接出勤する場合等は、就業の拠点となっていないので、「住居」とは認められない。
「往復」とは、不特定多数の者の通行を予定している場所での往復をいう。したがって住居の敷地内又は専有部分内は対象とならない。例として、通勤時の玄関先での転倒による負傷が私有地内での事故を理由に不支給とされたものがある。
派遣労働者については、派遣元事業主または派遣先事業主の指揮命令により業務を開始し、または終了する場所が「就業の場所」となる。したがって、派遣労働者の住居と派遣元事業場または派遣先事業場との間の往復の行為は、一般に通勤となる（昭和61年6月30日基発383号）。
2. 厚生労働省令で定める就業の場所から他の就業の場所への移動
「厚生労働省令で定める就業の場所」とは、適用事業・暫定適用事業に係る就業の場所、特別加入者（通勤災害が適用されない者を除く）に係る就業の場所、及びこれらに類する就業の場所をいう。具体的な「就業の場所」とは、本来の業務を行う場所のほか、得意先から直接帰宅する場合の当該得意先、全員参加で出勤扱いとなる会社主催の運動会会場などが該当する。外勤労働者で特定区域を担当し区域内の数カ所の用務先を受け持って自宅との間を往復している場合、最初の用務先が業務開始の場所で、最期の用務先が業務終了の場所となる。
「他の就業の場所」（移動の終点となる就業の場所）は、労災保険の通勤災害保護制度の対象となる事業場に限る。これは、通勤災害に関する保険関係の処理は、終点たる事業場の保険関係で行うこととされるためである。
「他の就業の場所」から「厚生労働省令で定める就業の場所」への移動は、必ずしも「通勤」に該当するとは限らない。
3. 1.の往復に先行し、又は後続する住居間の移動であって所定の要件に該当するもの
転勤に伴い、やむをえない事情により配偶者、子、要介護状態にある父母・親族等と別居することとなった場合に、帰省先への移動に反復性や継続性が認められれば、単身赴任先と帰省先との間の移動が通勤と認められうる（平成18年3月31日基発0331042号）。実態等を踏まえ、就業日当日の移動、あるいは出勤前日・退勤翌日の移動は就業との関連を認めて差し支えないが、前々日以前・翌々日以後に行われた移動は交通機関の状況の合理的理由がある場合に限り就業との関連を認められる。

「通勤による」とは、通勤と相当因果関係があること、すなわち、通勤に通常伴う危険が具体化したことをいう。具体的には、通勤の途中で自動車にひかれた場合、電車が急停車したため転倒して受傷した場合、駅の階段から転落した場合、歩行中にビルの建設現場から落下してきた物体によって負傷した場合、転倒したタンクローリーから流れ出す有害物質により急性中毒にかかった場合等は該当する。一方、自殺や、被災者の故意による場合、怨恨をもって喧嘩を仕掛けるといった行為は通勤に通常伴う危険とは認められない（平成18年3月31日基発0331042号）。
「就業に関し」とは、移動行為が業務に就くため又は業務が終わったために行われるものであることをいう。所定の就業日に所定の就業場所で作業を行うことはもちろん、本来の業務でなくても全職員に参加が命じられ出勤扱いとなる会社主催の行事に参加する場合、事業主の命を受け得意先を接待する場合等も該当する。また、所定の就業時刻をめどに住居を出て就業場所に向かう場合はもちろん、早出、遅刻、早退、一時帰宅の場合でも対象となるが、私生活上の必要等で往復した場合は対象とならない。また労働組合活動等で、就業と通勤との関連性を失わせると認められるほど長時間（おおむね2時間超）の早出勤・遅退社も対象とならない。なお、日々雇用される者については、継続して同一の事業に就業しているような場合は、就業することが確実であり、その際の出勤は就業との関連が認められるし、また公共職業安定所等でその日の紹介を受けた後に紹介先へ向かう場合で、その場所で就業することが見込まれるときも、就業との関連を認めることができる。しかし公共職業安定所等でその日の紹介を受けるために住居から公共職業安定所等まで行く行為は、いまだ就職できるかどうか確実でない段階であるから、就業のための出勤行為であると言えない。
「合理的な経路及び方法」とは、社会通念上一般に通行するであろう経路、是認されるであろう手段をいう。会社に申請している通勤方法と異なる通勤方法であっても、それが通常の労働者が用いる方法であれば問題はない。通常利用することが考えられる経路が二、三ある場合は、そのいずれもが「合理的な経路」となる。他に子を監護する者のいない共稼ぎ労働者が託児所、親戚宅等へ子を預けるためにとる経路などは、そのような立場の労働者であれば当然就業のためにとらざるを得ない経路であるから、「合理的な経路」となる。一方、特段の合理的な理由のない著しい遠回りは「合理的な経路」とはならない。また経路は手段と併せて合理的なものであることを要し、交通禁止区域の通行、自動車運転免許を一度も取得したことのない者の自動車の運転、泥酔した状態での自動車の運転は「合理的」とは認められない。飲酒運転や、単なる免許証不携帯、免許証更新忘れ等による無免許運転は必ずしも合理性を欠くものとして取り扱う必要はないが、この場合においては諸般の事情を勘案し給付の支給制限が行われることは当然である（平成18年3月31日基発0331042号）。
なお、通勤経路の途中で通勤とは関係ない目的で合理的な経路を逸れた（「逸脱」）場合や、通勤とは関係のない行為を行った（「中断」）場合は、ささいな行為を行うにすぎない場合（トイレ、休憩、ごく短時間の飲食等）を除き、その時点で通勤とは認められなくなる（「逸脱・中断」から合理的経路・手段に戻ったとしても認められない）。ただし、逸脱・中断が日常生活上必要な行為で厚生労働省令に定められているものである場合又はやむをえない事由により行うための最小限度のものである場合は、逸脱・中断の「後」について通勤災害として認められうる。なお、逸脱・中断の「間」における事故は、いかなる場合でも通勤災害にならない。「日常生活上必要な行為で厚生労働省令に定められているもの」とは、以下のとおりである。
- 日用品の購入その他これに準ずる行為
  - 具体的には、帰途で惣菜等を購入する場合、独身者が食堂に食事に立ち寄る場合、クリーニング店に立ち寄る場合などが該当する。さらに就業場所間移動の場合、次の就業場所の始業時間の関係から食事に立ち寄る場合や、図書館等で業務に必要な情報収集をする場合も含み、住居間移動の場合には長時間の移動の間に食事に立ち寄る場合やマイカー通勤のための仮眠をとる場合等も該当する（平成18年3月31日基発0331042号）。
- 職業訓練、学校教育法第1条に規定する学校において行われる教育その他これらに準ずる教育訓練であって職業能力の開発向上に資するものを受ける行為
  - 各種学校における教育については、就業期間が1年以上であって課程の内容が一般的に職業に必要な技術（茶道・華道等の課程又は自動車教習所の課程もしくはいわゆる予備校の課程は、これに含まれない）を教授するものが該当する（平成18年3月31日基発0331042号）。
- 選挙権の行使その他これに準ずる行為
- 病院又は診療所において診察又は治療を受けることその他これに準ずる行為
  - 通常の診療のほか、人工透析等長時間を要する医療を含み、また施術所において柔道整復師、あん摩マッサージ指圧師、はり師、きゅう師等の施術を受ける場合も該当する（平成18年3月31日基発0331042号）。
- 要介護状態にある配偶者、子、父母、孫、祖父母及び兄弟姉妹並びに配偶者の父母の介護（継続的に又は反復して行われるものに限る。）（労働者災害補償保険法施行規則第8条第5号）[注釈 2]

通勤による疾病については、労働者災害補償保険法施行規則第18条の4により、「通勤による負傷に起因する疾病その他通勤に起因することの明らかな疾病」と規定されている（業務災害とは異なり、具体的な項目の列挙はない）。
労災保険第2種特別加入者（いわゆる「一人親方」等）で以下のいずれかに該当する者は、通勤災害が適用されない。
- 自動車を使用して行う旅客又は貨物の運送の事業に従事する者
- 漁船による水産動植物の採捕の事業（船員法第1条に規定する船員が行う事業を除く）に従事する者
- 特定農作業・指定農業機械作業従事者
- 家内労働者及びその補助者

労災保険の任意適用事業所に使用される被保険者に係る通勤災害については、それが労災保険の保険関係成立の日前に発生したものであるときは、労災保険ではなく健康保険等で給付する。

### 労働災害の具体例
業務災害と認められた例
- 自動車運転手が、長距離定期貨物便の運送業務の途上、会社が利用を認めている食堂前に至ったので、食事のために停車し食堂へ向かおうとして道路を横断中に、折から進行してきた自動車にはねられて死亡した（昭和32年7月19日基収第4390号）。
- 上司の命により従業員の無届欠勤者の事情を調査するため、通常より約30分早く「自宅公用外出」として自宅を出発、自転車で欠勤者宅に向かう途中電車にはねられ死亡した（昭和24年12月15日基収第3001号）。
- 「明日午前8時から午後1時までの間に、下請業者の実施する隣町での作業を指導監督する」よう出張命令を受け、翌日午前7時過ぎ、自転車で自宅を出発し、列車に乗車すべく進行中、踏切で列車に衝突し死亡した（昭和34年7月15日基収第2980号）。同人が乗車しようとしていた列車が通常の通勤の場合にも利用していたものであるとしても、通勤災害ではなく業務災害が認められる。
- 勤務時間中に、作業に必要な私物の眼鏡を自宅に忘れた労働者が、上司の了解を得て、家人が届けてくれた眼鏡を工場の門まで自転車で受け取りに行く途中で、運転を誤り、転落して負傷した（昭和32年7月20日基収第3615号）。
- 配管工が、早朝に、前夜運搬されてきた小型パイプが事業場の資材置場に乱雑に荷下しされていたためそれを整理していた際、材料が小型のため付近の草むらに投げ込まれていないかと草むらに探しに入ったところ、その草むらの中に棲息していた毒蛇に足を咬まれて負傷した（昭和27年9月6日基災収第3026号）。
- 道路清掃工事の日雇い労働者が、正午からの休憩時間中に同僚と作業場内の道路に面した柵にもたれて休憩していたところ、道路を走っていた乗用車が運転操作を誤って柵に激突した時に逃げ遅れ、柵と自動車に挟まれて胸骨を骨折した（昭和25年6月8日基災収第1252号）。
- 戸外での作業開始15分前に、いつもと同様に、同僚とドラム缶に薪を投じて暖をとっていた労働者が、あまり薪が燃えないため、若い同僚が機械の掃除用に作業場に置いてあった石油を持ってきて薪にかけて燃やした際、火が当該労働者のズボンに燃え移って火傷した（昭和23年6月1日基発第1458号）。
- 建設中のクレーンが未曽有の台風の襲来により倒壊するおそれがあるため、暴風雨のおさまるのを待って倒壊を防ぐ応急処置を施そうと、監督者が労働者16名に、建設現場近くの、山腹谷合の狭地にひな壇式に建てられた労働者の宿舎で待機するよう命じたところ、風で宿舎が倒壊しそこで待機していた労働者全員が死亡した（昭和29年11月24日基収第5564号）。
- 以前にも退勤時に約10分間意識を失ったことのある労働者が、工場の中の2℃の場所で作業している合間に暖をとるためストーブに近寄り、急な温度変化のために貧血を起こしてストーブに倒れ込み火傷により死亡した（昭和38年9月30日基収第2868号）。
- C会社の大型トラックを運転して会社の荷物を運んでいた労働者Dは、Eの運転するF会社のトラックと出会ったが、道路の幅が狭くトラックの擦れ違いが不可能であったため、F会社のトラックはその後方の待避所へ後退するため約20メートルバックしたところで停止し、徐行に相当困難な様子であった。これを見かねたDが、Eに代わって運転台に乗り、後退しようとしたが運転を誤り、道路から断崖を墜落し即死した（昭和31年3月31日基収5597号）。
- 乗務員6名の漁船が、作業を終えて帰港途中に、船内で夕食としてフグ汁が出された。乗組員のうち、船酔いで食べなかった1名を除く5名が食後、中毒症状を呈した。海上のため手当てできず、そのまま帰港し、直ちに医師の手当を受けたが、重症の1名が死亡した。船中での食事は会社の給食として慣習的に行われており、フグの給食が慣習になっていた（昭和26年2月16日基災発111号）。
- 川の護岸築堤工事現場で土砂の切取り作業をしていた労働者が、土蜂に足を指され、そのショックで死亡した。蜂の巣は、土砂の切取り面先約30センチメートル程度の土の中にあったことが後でわかり、当日は数匹の蜂が付近を飛び回っており、労働者も使用者もどこかに巣があるのだろうと思っていた（昭和25年10月27日基収2693号）。
- さいたま新都心郵便局で年賀はがきを7000〜8000枚売る「達成困難なノルマ」が課されていたことが原因で男性職員が2010年に自殺した件で、埼玉労働局は2020年3月31日付で労働災害を認定した[5]。

業務災害と認められなかった例
- 自動車運転手Aは、道路工事現場に砂利を運搬するよう命ぜられ、その作業に従事していた。砂利を敷き終わり、Aが立ち話をしていたところ、顔見知りのBが来て、ちょっと運転をやらせてくれと頼んで運転台に乗り、運転を続けたがAは黙認していた。Bが運転している際、Aは車のステップ台に乗っていたが、Bの不熟練のために電柱に激突しそうになったので、とっさにAは飛び降りようとしたが、そのまま道路の外側に跳ね飛ばされて負傷した（昭和26年4月13日基収第1497号）。この災害はAの職務逸脱によって発生したものであるため、業務災害とはならなかった。
- 会社の休日に行われている社内の親睦野球大会（参加が推奨されているが任意である）で労働者が転倒し負傷した（平成12年5月18日基発第366号）。
- 炭鉱で採掘の仕事に従事している労働者が、作業中泥に交じっているのを見つけて拾った不発雷管を、休憩時間中に針金でつついて遊んでいるうちに爆発し、手の指を負傷した（昭和27年12月1日基災収第3907号）。
- 企業に所属して、労働契約に基づき労働者として野球を行う者が、企業の代表選手として実業団野球大会に出場するのに備え、事業主が定めた練習計画以外の自主的な運動をしていた際に負傷した（平成12年5月18日基発366号）。この場合の「自主的な運動」は、労働契約に基づく運動競技の練習には該当しないものであり、業務上としては取り扱われない。
- 会社が人員整理のため、指名解雇通知を行い、労働組合はこれを争い、使用者は裁判所に被解雇者の事業場立入禁止の仮処分申請を行い、労働組合は裁判所に協議約款違反による無効確認訴訟を提起し、併せて被解雇者の身分保全の仮処分を申請していたところ、労働組合は裁判所の決定を待たずに被解雇者らを就労させ、作業中に負傷事故が発生した（昭和28年12月18日基収4466号）。この場合は作業中であっても業務外として取り扱われる。

通勤災害と認められた例
- 会社からの退勤の途中で美容院に立ち寄り、髪のセットを終えて直ちに合理的な経路に復したのちに災害に遭った（昭和58年8月2日基発第420号）。理美容のために理髪店・美容院に立ち寄る行為は、「日用品の購入その他これに準ずる日常生活上必要な行為」に該当するとされた。
- 商店が閉店した後は人通りがなくなる地下街入口付近の暗い所で、キャバレー勤務の労働者が勤務先からの帰宅途中に、暴漢に後頭部を殴打され財布を取られた（昭和49年6月19日基収第1276号）。
- 午前の勤務を終了し、平常通り、会社から約300メートルのところにある自宅で昼食を済ませた労働者が、午後からの勤務に就くため12時45分頃に自宅を出て県道を徒歩で勤務先会社に向かう途中、県道脇に駐車中のトラックの脇から飛び出した野犬に下腿部をかみつかれて負傷した（昭和53年5月30日基収第1172号）。
- マイカー通勤をしている労働者が、勤務先会社から市道を挟んだところにある同社の駐車場に車を停車し、徒歩で職場に到着しタイムカードを押した後、フォグライトの消し忘れに気づき、徒歩で駐車場へ引き返すべく市道を横断する途中、市道を走ってきた軽自動車にはねられ負傷した（昭和49年6月19日基収第1739号）。

通勤災害と認められなかった例
- 業務終了後に、労働組合の執行役員である労働者が、事業場内で開催された賃金引き上げのための労使協議会に6時間ほど出席したのち、帰宅途上で交通事故にあった（昭和50年11月4日基収第2043号）。労使協議会への出席は労働組合の役員としての職務と解され、また「6時間ほど」の時間は社会通念上就業と帰宅との直接的関連を失わせるほど長時間であることから、通勤災害と認められなかった。
- 勤務を終えてバスで退勤すべくバス停に向かった際、親しい同僚と一緒になったので、お互いによく利用している会社の隣の喫茶店に立ち寄り、コーヒーを飲みながら雑談し、40分程度過ごした後、同僚の乗用車で合理的な経路を通って自宅まで送られた労働者が、車を降りようとした際に乗用車に追突され負傷した（昭和49年11月15日基収第1867号）。「喫茶店で40分程度過ごした」行為は上述「ささいな行為」とも「日用品の購入その他これに準ずる行為」とも認められなかった。

### 労災隠し
事業者は、労働災害が発生し労働者が死亡し、又は4日以上の休業したときは、遅滞なく、労働者死傷病報告を所轄労働基準監督署長に提出しなければならない（労働安全衛生規則第97条）。報告をもとに労基署が職場や治療を担った病院を調査し、労災を認定するかどうかを判断する。報告を怠ったり、事実と異なる報告をすると労働安全衛生法違反となり、違反した事業主等は50万円以下の罰金に処せられる（労働安全衛生法第120条）。なお、休業がなかった場合、又は通勤災害の場合は報告の必要はない。休業が3日未満の場合は四半期ごと（各期の最後の月の翌月末日までに）の提出で足りる。
労働者自らが労災申請することも可能である。
厚生労働省の調査では、労災死傷者数が多いのは、労働者数そのものが多い飲食・小売などの第三次産業や、人手不足・工場の老朽化などが指摘されている製造業となっている。しかしながら、労働者死傷病報告を提出しない、あるいは虚偽の報告をする、いわゆる「労災隠し」によって書類送検された業種で多いのは、圧倒的に建設業となっている。建設業で労災隠しが多い原因として、以下の点が指摘されている。
- 業務災害発生によるイメージ低下、入札の指名停止被処分などの実害を嫌悪
中小規模の建設業者の多くは公共工事に依存するため、指名停止は死活問題となる[8]。
- 元請へ迷惑をかける、逆に元請が押し付ける
- 元請ほか営業上の得意先が第三者行為による加害者である
労働者が元請や得意先を第三者行為の対象として申請すると、政府から元請や得意先に求償請求が回る（労働者災害補償保険法第12条の4）。そのため、事業主と被災労働者との話し合い（労災給付分を事業主が肩代わりするなど）により、労災保険の各種給付の請求を行わない場合もある。下請け業者は、元請けから出入り禁止にされれば食べられなくなるので事故を隠そうとする[8]。
- メリット制による将来の保険料負担が増加する
メリット制の適用は継続事業の場合、労働者20人以上の事業場が対象であり、零細事業所ではメリット制による保険料の増加を心配する必要は本来はない。
- 所轄官庁への報告届出を面倒がる（社会保険労務士資格相当者がいないとスムーズな申請が難しい）
事故の多い事業場は名指しでマークされ、もれなく労働基準監督官の臨検が入り、監視の目が厳しくなる。同じ違反が繰り返されれば送検されることになる[8]。

労働者災害補償保険法上は、労働災害があった場合でも労災保険を使わずに、労働者が自費で支払ったり、事業者が補償したり、また代表者のポケットマネーで治療を行うことは違法ではない。労働災害の場合であっても労災の治療費、休業補償を請求しないことも違法ではない。しかしながら、当初は事業主が被災労働者に費用を出して黙らせていたものの、長引いた不況等の影響で出し渋った結果、次第に労災隠しが表に出てくるようになった。労災隠しは、労働災害防止対策の確立や再発防止・予防を妨げるものであり、発覚時には事業者が厳しく罰せられることになっている。
日本における2019年コロナウイルス感染症の流行状況下では、業務で感染した可能性が高いにも関わらず、医療機関以外の雇用主が労災としての対応を拒む事例が多いと報道されている。
命令により労働に従事したことにより発生した労災に関して、管理者に業務上過失致死傷罪など刑事罰を適用すべきか議論がある。

### 関連する日本の行政機関、行政職員、労災防止目標設定など
関連機関・官公職
- 経済産業省
  - 原子力規制委員会
- 国土交通省
  - 地方運輸局
- 厚生労働省
  - 都道府県労働局
  - 労働基準監督署
- 労働基準監督官
- 鉱務監督官
- 船員労務官

目標設定
2013年（平成25年）4月～2018年（平成30年）3月の5年間を計画期間とする「第12次労働災害防止計画」によれば、「誰もが安心して健康に働くことができる社会を実現すること」を目指し、「死亡災害の撲滅を目指して、平成24年と比較して、平成29年までに労働災害による死亡者の数を15%以上減少させること」「平成24年と比較して、平成29年までに労働災害による休業4日以上の死傷者の数を15%以上減少させること」を目標として掲げた。
これらを受け、2018年（平成30年）4月～2023年3月の5年間を計画期間とする「第13次労働災害防止計画」では、「一人の被災者も出さないという基本理念の下、働く方々の一人一人がより良い将来の展望を持ち得るような社会」を目指し、「死亡者数を2017年と比較して、2022年までに15%以上減少させる」「死傷者数を2017年と比較して、2022年までに5%以上減少させる」を目標として掲げた。
都道府県労働局長は、労働災害が発生した場合において、その再発を防止するため必要があると認めるときは、当該労働災害に係る事業者に対し、期間を定めて、当該労働災害が発生した事業場の総括安全衛生管理者、安全管理者、衛生管理者、統括安全衛生責任者その他労働災害の防止のための業務に従事する者に都道府県労働局長の指定する者が行う講習を受けさせるよう指示することができる。この指示を受けた事業者は、これらの者に指定された講習を受けさせなければならない（労働安全衛生法第99条の2）。

## 海外における労働災害

### 欧州

#### イギリス
旧ソ連圏